# Fight
A Fight egy amerikai metal együttes volt, amelyet a Judas Priest-ből 1992-ben kivált Rob Halford alapított. Az alapító tagok között volt a szintén Judas Priest tag Scott Travis dobos is. Az eredeti felállás kettőjük mellett Russ Parish gitárossal Brian Tilse gitáros és billentyűssel és Jack "Jay Jay" Brown basszus gitárossal volt teljes.
A Fight zenei hangzása eltért a Judas Priest-től, a klasszikus heavy metal és a Pantera által játszott keményebb thrash metal közé tehető.

## Diszkográfia
- 1993 - War Of Words
- 1994 - Mutations
- 1995 - A Small Deadly Space
- 2007 - K5 - War Of Words Demos (válogatás)
- 2007 - War of Words – The Film
- 2008 - In To The Pit (box set)

## Külső hivatkozások
- Judas Priest | AllMusic. allmusic.com, 2012 [last update]. (Hozzáférés: 2012. április 6.)